# 綠心集團
綠心集團有限公司（港交所：0094）是香港的林木產業鏈上市公司，經營面覆蓋營林、採伐、加工、物流、深加工產業園及環境修復等多元林木生態業務。其前身為兩儀控股和綠森集團，1988年在港交所上市。2015年周大福企業子公司新林公司收購控股，同年易名為綠心集團。

## 历史
1988年港交所上市，股份代號：0094。
2010年綠森集團成立，此為綠心集團的前身。
2015年周大福企業子公司新林公司收購控股，同年易名為綠心集團。

## 主要股東
- Newforest 新林公司
- 中國林業集團公司
- 香港成吉思汗集團
- 馬世民先生

## 管理團隊
- 鄭志謙：非執行董事兼非執行主席
- 胡偉亮：執行董事及行政總裁
- 林浩兵：執行董事
- 謝雅凝：首席財務官、執行管理委員會成員及公司秘書

## 外部連結
- 綠森集團網站 （页面存档备份，存于）